# Monilesaurus
Monilesaurus — рід ящірок із драконової клади родини Agamidae, новий рід, описаний у 2018 році. Наразі він складається з 4 видів, з 2 новими видами та 2 видами, виділеними з роду Calotes. Рід Monilesaurus походить із Західних Гат в Індії.

## Види
- Monilesaurus ellioti Günther, 1864
- Monilesaurus rouxii Duméril & Bibron, 1837
- Monilesaurus acanthocephalus PAL, VIJAYAKUMAR, SHANKER, JAYARAJAN & DEEPAK, 2018
- Monilesaurus montanus PAL, VIJAYAKUMAR, SHANKER, JAYARAJAN & DEEPAK, 2018